# Batrachoididae
Batrachoidiformes, Batrachoididés, Poissons-crapauds
Ordre
Famille
Les Batrachoididae (Batrachoididés en français) sont une famille de poissons à nageoire rayonnées, la seule de l'ordre des Batrachoidiformes. Elle comprend 80 espèces communément appelées poissons-crapauds.

## Liste des genres
Selon World Register of Marine Species (21 avril 2016) :
- sous-famille des Batrachoidinae Jordan, 1896
  - genre Amphichthys Swainson, 1839
  - genre Batrachoides Lacepède, 1800
  - genre Opsanus Rafinesque, 1818
  - genre Potamobatrachus Collette, 1995
  - genre Sanopus Smith, 1952
  - genre Vladichthys Greenfield, 2006
- sous-famille des Halophryninae Greenfield, Winterbottom & Collette, 2008
  - genre Allenbatrachus Greenfield, 1997
  - genre Austrobatrachus Smith, 1949
  - genre Barchatus Smith, 1952
  - genre Batrachomoeus Ogilby, 1908
  - genre Batrichthys Smith, 1934
  - genre Bifax Greenfield, Mee & Randall, 1994
  - genre Chatrabus Smith, 1949
  - genre Colletteichthys Greenfield, 2006
  - genre Halobatrachus Ogilby, 1908
  - genre Halophryne Gill, 1863
  - genre Perulibatrachus Roux & Whitley, 1972
  - genre Riekertia Smith, 1952
  - genre Triathalassothia Fowler, 1943
- sous-famille des Porichthyinae Miranda Ribeiro, 1915
  - genre Aphos Hubbs & Schultz, 1939
  - genre Porichthys Girard, 1854
- sous-famille des Thalassophryninae Miranda Ribeiro, 1915
  - genre Daector Jordan & Evermann, 1898
  - genre Thalassophryne Günther, 1861

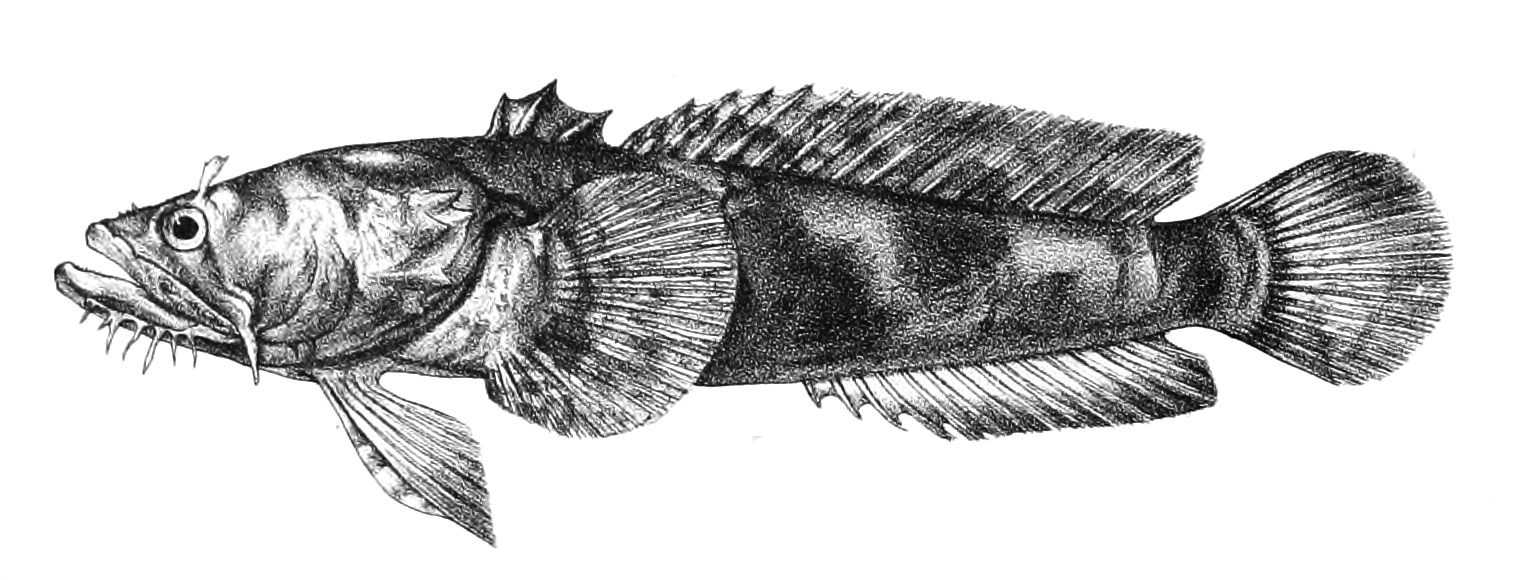
Allenbatrachus grunniens.
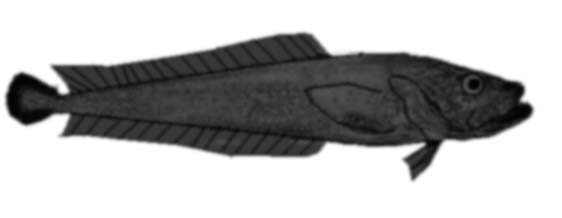
Aphos porosus.
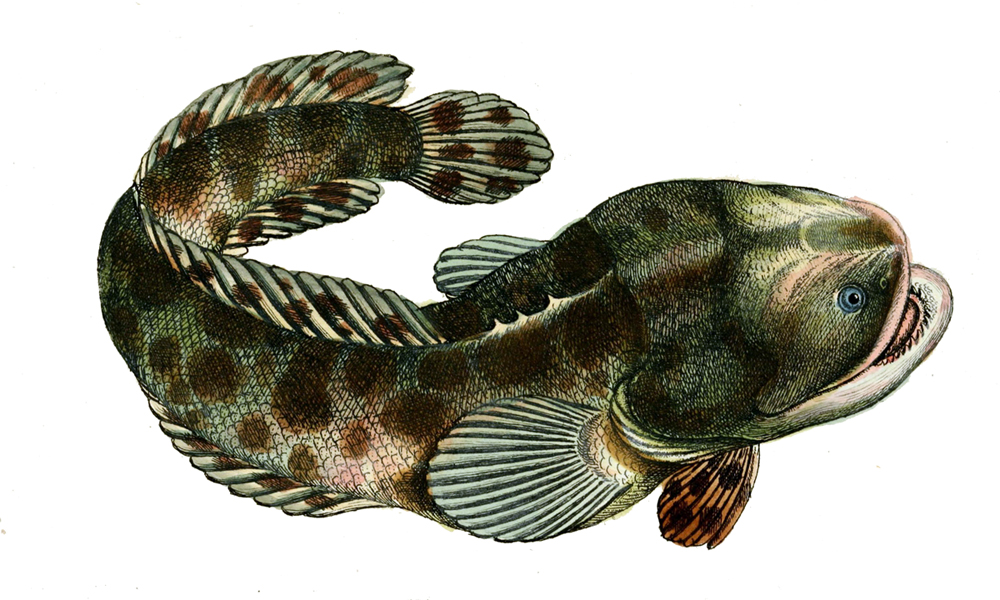
Batrachoides surinamensis.
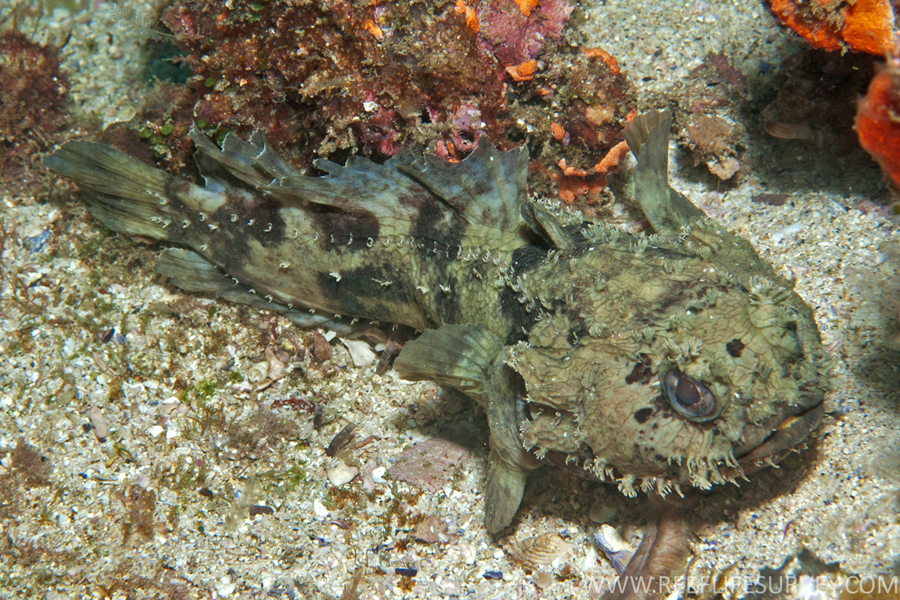
Batrachomoeus dubius.
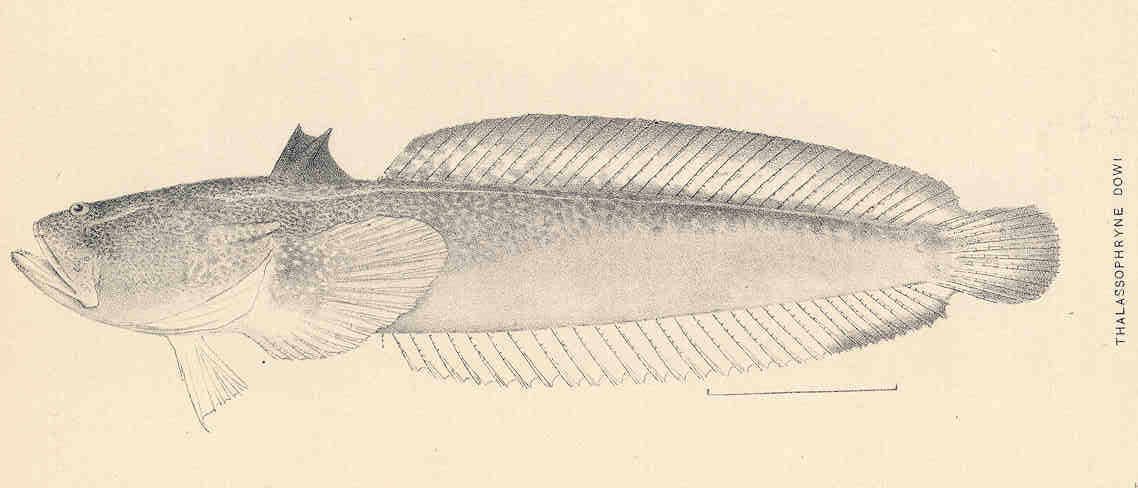
Daector dowi.
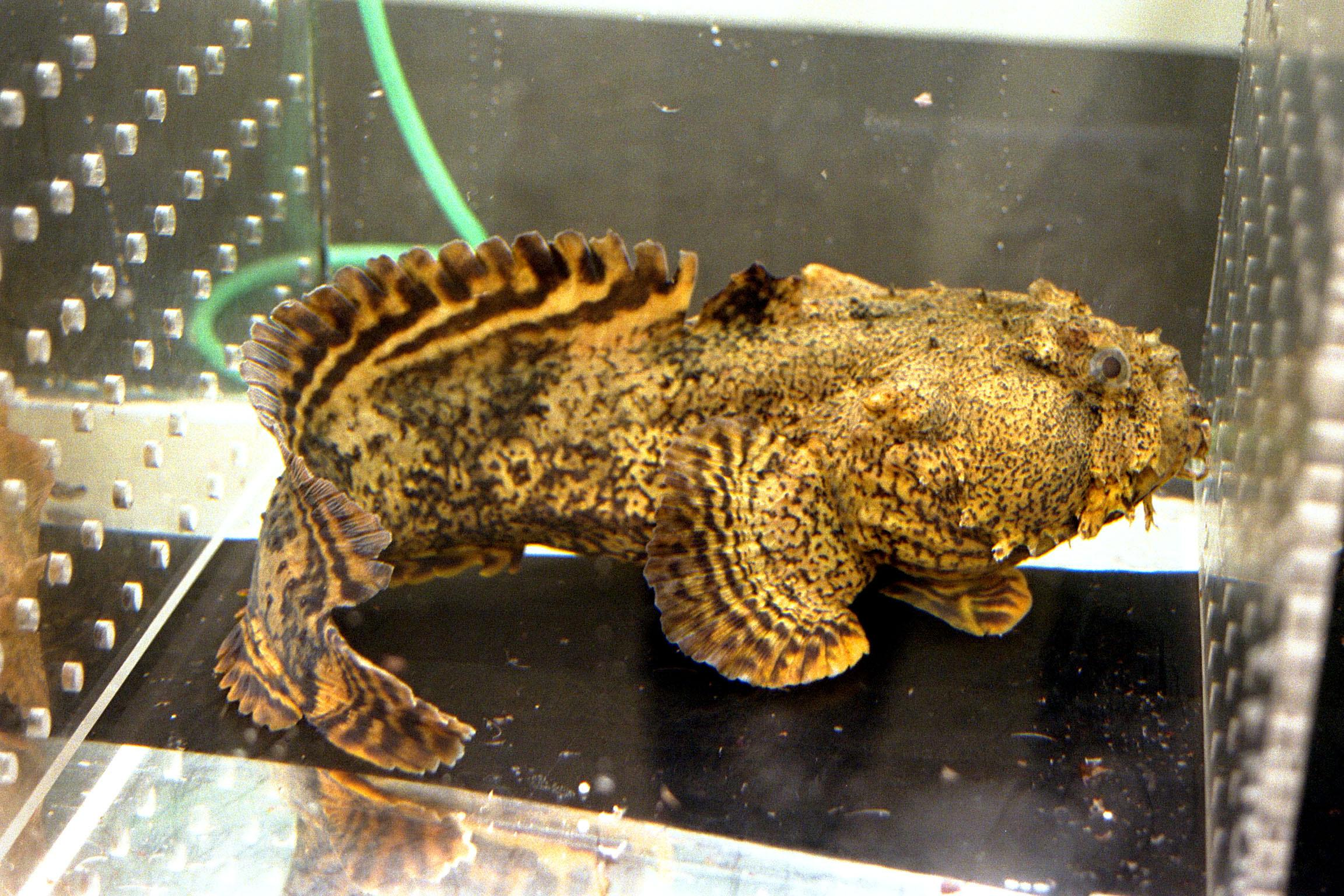
Opsanus tau.
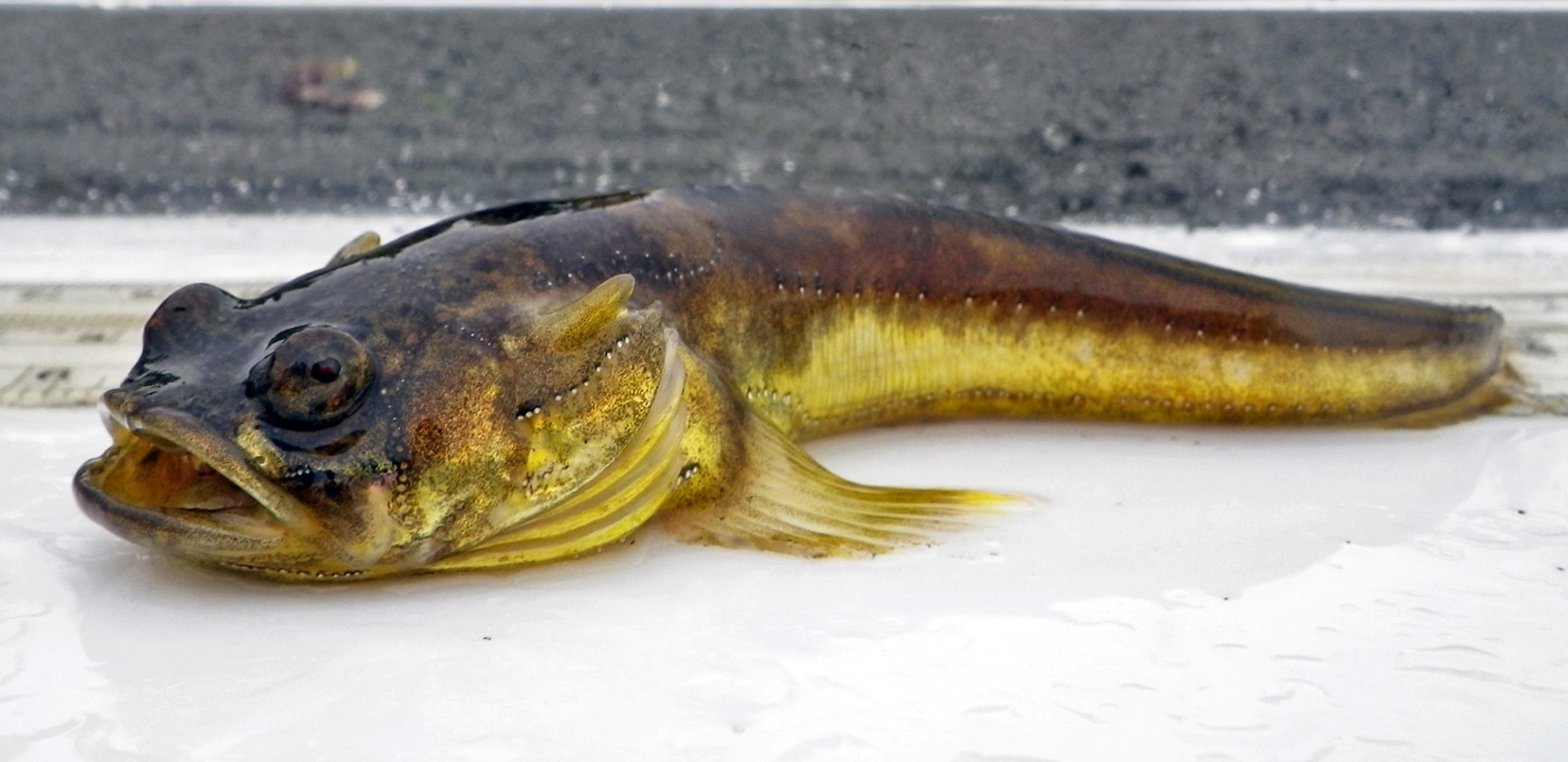
Porichthys notatus.
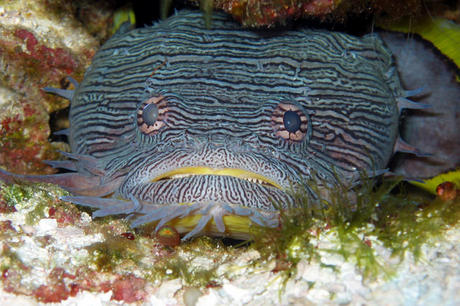
Sanopus splendidus.